# Provincia di Bobbio
La provincia di Bobbio (ab. 36.906 nel 1814) era una provincia del Regno di Sardegna, istituita col Trattato di Worms del 13 settembre 1743 ed operativa dal 1775.
Fu creata sommando i territori dei feudi dei Dal Verme della Contea di Bobbio con le Langhe Vermesche e le varie signorie dei Malaspina dell'Oltrepò (Varzi, Godiasco, Oramala-Val di Nizza, ecc.), per concessione dell'Austria che controllava l'ex Ducato di Milano e il Principato di Pavia, ed il passaggio al Regno di Sardegna; smembrata dalla Francia napoleonica nel 1797, nel 1801 è inserita nel Dipartimento di Marengo, mentre nel 1805 è inserita nella Repubblica Ligure sotto il Dipartimento di Genova.
Tra il 1797 e il 1814 Bobbio diviene circondario a seguito dell'abolizione delle province, ed inoltre vengono inseriti nel territorio buona parte dei Feudi Imperiali liguri aboliti, come il contado di Ottone.
Nel 1815, dopo la caduta di Napoleone, la provincia di Bobbio rinasce nuovamente con il medesimo territorio.
Con la riforma amministrativa del 1818 la provincia subisce una modifica territoriale ma rimane inclusa sempre nella Divisione di Genova del Ducato Ligure sotto il regno di Sardegna. Dal 1848 la provincia di Bobbio fu staccata dalla Divisione di Genova e aggregata provvisoriamente alla Divisione di Alessandria, ma dipendendo sempre da Genova. Nel 1859 con il Regio Decreto n. 3702 del 23 ottobre 1859  (Decreto Rattazzi) fu inclusa nella nuova provincia di Pavia come circondario di Bobbio (effettivo dal 1861). Poi nel 1923 i comuni del circondario vengono divisi tra la provincia di Pavia, la provincia di Piacenza e la provincia di Genova.

## Storia e descrizione

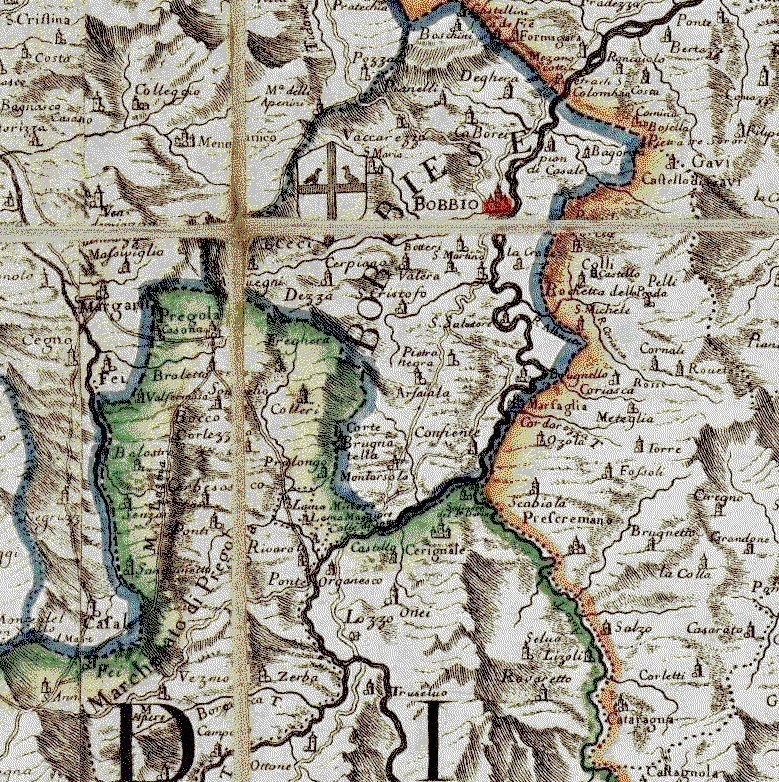
La Contea di Bobbio (dalla Carta del Borgonio, secolo XVII)

La storia della provincia si inserisce nella storia di Bobbio, di cui non si può fare a meno di citare brevemente alcuni fatti inerenti al periodo romano (IV secolo a.C.) prima, e soprattutto all'arrivo di San Colombano (614) e alla successiva formazione dell'abbazia di Bobbio che diverrà in seguito: Sede vescovile (1014), Contea vescovile (1028), Signoria prima del Malaspina (1304) e poi dei Visconti (1341), Contea del Ducato di Milano sotto i Dal Verme (1436-1805), Marchesato (1516) sotto il Principato di Pavia e finalmente provincia di Bobbio (1743-1859) sotto i Savoia.
Già durante il lunghissimo periodo in cui fu sottoposta allo Stato di Milano (1341-1743), Bobbio fu considerata alla stregua di una provincia o contado separato, dotato, per la sua lontananza dal resto del ducato e per la sua situazione geografica, di particolari privilegi fiscali: un territorio tuttavia in cui le autorità milanesi avevano pochissimo potere, limitato com'era dalla presenza dei feudatari, i conti Dal Verme. Con la creazione successiva della provincia di Bobbio si superò l'antico Marchesato di Bobbio non più operativo ed istituito nel 1516 [formato dalle contee di Bobbio e Voghera, le Signorie del Malaspina e la contea di Tortona (assieme al Vescovado)].
Con l'unione al Regno di Sardegna a seguito del Trattato di Worms del 13 settembre 1743, confermato con il Trattato di Aquisgrana del 18 ottobre 1748, le autorità sabaude unirono l'Oltrepò, con il Vogherese, il Bobbiese e feudi adiacenti (Siccomario, Langhe Malaspiniane e Feudi Vermeschi) in una nuova provincia con capoluogo Voghera, nonostante l'istituzione della provincia di Bobbio che fu effettiva formalmente solo in seguito.
Il 10 marzo 1766 vi fu inoltre una convenzione con il Ducato di Parma e Piacenza con la modifica dei confini, e le successive Regie Patenti del 12 maggio 1766 aggregarono al Bobbiese alcune terre da lungo tempo in contenzioso fra il fiume Trebbia vicino al monte Barberino e la Spanna di S. Colombano fino al monte di Pietra Corva con le frazioni di Castellina, Cà di Malosso, Boschini, Casa Uccellone, Casa Costa, Colorazze ed altri minori.
Inoltre vi è una citazione dell'esistenza della provincia di Bobbio già nel 1766 con il passaggio di alcuni comuni.
Con l'editto del 6 marzo 1750 furono dal re di Sardegna costituite tre intendenze, di Novara, Tortona e Voghera, per l'Oltrepò ed il Bobbiese fu provvisoriamente incaricato di reggere l'intendenza il barone Carlo Bernardino Beretta, al quale successe il conte Giuseppe Francesco Gerolamo Perret d'Hauteville, che divenne in seguito ministro del Regno di Sardegna.
Con il Regio Editto 15 settembre 1775, però, l'antico contado di Bobbio con Corte Brugnatella (da sempre unita a Bobbio), il Feudo di Fortunago, le varie signorie dei Malaspina dell'Oltrepò (Varzi, Godiasco, Oramala-Val di Nizza, ecc.), il feudo di Cecima e le cosiddette Langhe Vermesche (Zavattarello, Valverde, Pietra Gavina, Trebecco, Ruino, Romagnese) ed altri feudi, furono separate da Voghera e costituirono la nuova provincia di Bobbio.
Nel 1796 Bobbio fu occupata dalle truppe napoleoniche che si installarono nel locale castello di proprietà dei Dal Verme, cacciando le truppe sabaude.
Nel 1799 la coalizione austro-russa comandata dal generale russo Aleksandr Vasil'evič Suvorov sconfiggeva le truppe napoleoniche alla battaglia della Trebbia e dopo l'assalto al castello occuparono il territorio per un breve periodo; infatti dopo la vittoria alla battaglia di Marengo del 14 giugno 1800 i francesi ripresero il possesso del Bobbiese che si era ribellato ai napoleonici.
Il 4 fiorile dell'anno IX il generale Jourdan, amministratore generale del Piemonte, procedette ad una nuova ripartizione del territorio piemontese, ora di fatto annesso alla Francia, creando prefetture (dipartimenti) e sotto-prefetture (circondari). Bobbio pertanto l'11 settembre 1801 costituì un circondario (arrondissement) del dipartimento di Marengo, avente per capoluogo Alessandria. Con l'unione della Liguria alla Francia (1805), però, tutte le precedenti circoscrizioni amministrative subirono una completa riorganizzazione perché, per volontà di Napoleone, ai nuovi dipartimenti liguri furono aggregate numerosi territori già piemontesi. Al dipartimento di Genova, in particolare, con il senatoconsulto organico del 16 vendemmiaio dell'anno XIV, vennero uniti i tre circondari di Tortona, Voghera e Bobbio (effettivi dal 13 giugno 1805).
In base al decreto imperiale del 1º settembre 1806 sulle circoscrizioni giudiziarie ed amministrative dei dipartimenti liguri, il circondario di Bobbio risultò organizzato in questo modo:
- Cantone di Bobbio (con i comuni di Bobbio, Corte Brugnatella, S. Margherita di Bobbio, Menconìco e Romagnese)
- Cantone di Varzi (con i comuni di Varzi, Bagnara, Cecima, Cella di Bobbio, Monteforte, Nivione, Oramala, Pietra Gavina, Pizzocorno, S. Ponzo, Valdinizza)
- Cantone di Zavattarello (con i comuni di Zavattarello, S. Albano di Bobbio, Borgoratto, Caminata, Fortunago, Godiasco, Montesegale, Montepicco, Ruino, Staghiglione, Torre d'Albera, Trebecco, Valverde).

Nel 1815, dopo la caduta di Napoleone, viene ricostituita la provincia di Bobbio con la circoscrizione anteriore al 1798 e inserendo il contado di Ottone come mandamento provvisorio ed effettivo dal 1818. La provincia, ristabilita provvisoriamente il 20 maggio 1814 ed effettiva l'anno seguente, era simile a quella del 1806, ma con comuni soppressi o non ancora esistenti; era ora costituita da 27 comuni:
- Mandamento di Bobbio (comuni di Bobbio, Corte Brugnatella, Menconìco, Romagnese e S. Margherita di Bobbio)
- Mandamento di Varzi (comuni di Varzi, Bagnara, Cecima, Cella di Bobbio, Pietra Gavina, Pizzocorno, Valdinizza)
- Mandamento di Zavattarello (comuni di Zavattarello, Borgoratto, Caminata, Fortunago, Godiasco, Montesegale, Ruino, Staghiglione, Valverde)
- Mandamento di Ottone (comuni di Ottone, Cerignale, Gorreto, Pregòla, Rovegno, Zerba)

Ritornata quindi Bobbio sotto il Regno di Sardegna, il Regio Editto 10 novembre 1818 assegnò la provincia di Bobbio (già ricostituitasi nel 1814 con la circoscrizione anteriore al 1798) alla Divisione di Genova, modificando notevolmente il suo territorio, in quanto, i comuni di Borgoratto, Cecima, Godiasco, Montesegale, Pizzocorno e Staghiglione passarono nella provincia di Voghera, e vi fu unito effettivamente il mandamento di Ottone, comprendente alcuni Feudi imperiali liguri che Napoleone aveva unito nel 1797 alla Repubblica Ligure, mentre i contadi di Torriglia e di Santo Stefano d'Aveto vennero aggregati direttamente a Genova.
La provincia nel 1818 era costituita da 27 comuni, alcuni ripristinati altri nuovi:
- Mandamento di Bobbio (comuni di Bobbio, Corte Brugnatella, Pregòla e Romagnese);
- Mandamento di Ottone (comuni di Ottone, Cerignale, Fascia, Fontanigorda, Gorreto, Rondanina, Rovegno, Zerba)
- Mandamento di Varzi (comuni di Varzi, Bagnara, Cella di Bobbio, Menconìco, Pietra Gavina, Sagliano di Bobbio, S. Margherita di Bobbio, Val di Nizza)
- Mandamento di Zavattarello (comuni di Zavattarello, Caminata, Fortunago, Ruino, S. Albano di Bobbio, Trebecco, Valverde).

Dal 1848 la provincia di Bobbio venne staccata dalla Divisione di Genova e aggregata provvisoriamente alla Divisione di Alessandria, ma dipese sempre da Genova.
Nel 1859 la provincia di Bobbio partecipa al Risorgimento e viene occupata dalle truppe austriache provenienti da Rivergaro tra il 13 e 14 maggio. Essi volevano impadronirsi della Val Trebbia e dell'Oltrepò per fermare le truppe francesi che sbarcavano a Genova. La città di Bobbio si ribella e partecipa assieme alla Guardia Nazionale di Bobbio, istituita il 27 febbraio 1859, agli scontri che fermano gli austriaci, inoltre da Varzi e dai paesi circostanti partiva gente armata per unirsi ai combattimenti. La Guardia Nazionale riesce ad far ritirare le truppe straniere sia dalla città che da Mezzano Scotti e Perino, fino allora dipendenti dal Ducato di Parma e Piacenza e quindi austriache. Vi sono dei feriti fra i quali il sottotenente Luigi Losio, comandante della locale guardia nazionale e ferito in contrada Porta Nova; un certo Mozzi, di professione sarto, venne rapito e liberato; infatti usato come scudo umano consentì alle truppe di lasciare il paese senza perdite. Nel frattempo, avvertiti i francesi che non erano ancora del tutto pronti, da Genova parte il 3º reggimento degli Zuavi che si avvia per Ottone e Bobbio. Fra il 16 ed il 17 maggio arrivarono le truppe francesi che difenderanno il territorio. Il 20 maggio vi sarà la Battaglia di Montebello, limitrofa al territorio della provincia; con la sconfitta austriaca la zona fu liberata poi definitivamente fino a Piacenza, occupata dai piemontesi l'11 giugno.
A seguito delle cosiddette leggi Rattazzi varate all'indomani dell'annessione al Regno di Sardegna della Lombardia e dei ducati padani, le circoscrizioni pre-unitarie subirono una profonda modifica. Il decreto 23 ottobre 1859 “sull'ordinamento provinciale e comunale”, declassò la provincia di Bobbio a circondario e la unì alla provincia di Pavia, alla quale era stata storicamente più legata. Tale situazione si conservò fino al 1923 quando, sciolto il circondario, i suoi comuni furono ripartiti tra le province di Pavia, Piacenza e Genova.

## Provincia di Bobbio e Mandamenti
La Provincia di Bobbio (ab. 36.906 nel 1814, ab. 34.337 nel 1839) era divisa a partire dal 1818 in quattro mandamenti:
- Mandamento di Bobbio (ab. 7.723) con 4 comuni
- Mandamento di Ottone (ab. 10.691) con 8 comuni (con i nuovi comuni di Fascia, Fontanigorda e Rondanina)
- Mandamento di Varzi (ab. 7.581) con 8 comuni
- Mandamento di Zavattarello (ab. 10.914) con 7 comuni

I comuni della Provincia di Bobbio erano 27 (prima del governo francese erano 40, ma furono riuniti e suddivisi nei 27 nel 1814), nel 1818 saranno sempre 27 con la perdita di alcuni comuni ed il ripristino di alcuni soppressi ed altri nuovi; in totale furono 44 i comuni che fecero parte della provincia di Bobbio. Il comune più popoloso era il capoluogo Bobbio (ab. 3.475 nel 1814, ab. 3.743 nel 1839).

### Territorio, confini, popolazione, economia, collegamenti ed istituzioni pubbliche
Il territorio della provincia di Bobbio, inserito nella Divisione di Genova, aveva un'estensione di 32 miglia da nord a sud e 25 miglia da est a ovest.
Confini:
- Nord nord-ovest: provincia di Voghera, nella Divisione di Alessandria, sotto il Regno di Sardegna
- Est nord-est: Ducato di Parma e Piacenza sotto l'Austria e dal 1847 sotto i Borboni
- Sud sud-ovest: provincia di Genova sotto il Regno di Sardegna
- Sud-ovest: provincia di Novi, nella Divisione di Genova, sotto il Regno di Sardegna
- Ovest: provincia di Tortona, nella Divisione di Alessandria, sotto il Regno di Sardegna

Nel 1814 la popolazione era di 36.906 abitanti, di cui 3.475 a Bobbio.
Nei 27 comuni vi sono 72 parrocchie tra principali e succursali.
Il territorio ha un'estensione superficiale di 1.034.185 pertiche milanesi (pertica milanese = 24 tavole: are 6,545175).
L'estimo dei terreni era di 1.025.490 scudi milanesi più 1.570.395 lire genovesi per il mandamento di Ottone.
La maggior parte dei comuni sono tutti divisi in diversi villaggi sparsi e situati sulla montagna con i capoluoghi nelle vallate. Bobbio, capoluogo di provincia, giace sulla riva sinistra del fiume Trebbia, a 272 m s.l.m., in una profondissima ed ampia valle fra la confluenza dei torrenti Bobbio e Dorbida.
Il territorio è alpestre con rocche, balze e dirupi, ma non mancano valli e conche fertili lungo i fiumi e torrenti principali. Il fiume principale è il fiume Trebbia che sorge nei monti liguri di Torriglia e percorre tutta la vallata della provincia per poi sfociare nel Po vicino a Piacenza. Vi sono poi il torrente Staffora che sorge vicino al Monte Lesima (1.724 m.), la vetta più alta del territorio, e dopo Varzi sfocia sempre nel Po vicino a Cervesina (PV), Il Tidone che sorge al Monte Penice (1.460 m.) e dopo un breve tratto passa nel piacentino sfociando vicino a Castel San Giovanni e l'Aveto che dai monti liguri vicino a Santo Stefano d'Aveto e Rezzoaglio sfocia nel Trebbia vicino a Confiente e Marsaglia di Corte Brugnatella.
Le strade principali sono quelle di collegamento con altre provincie e si dipartono lungo le valli del territorio:
- A Bobbio vi passa la Strada statale 45 di Val Trebbia lungo l'asse Genova-Piacenza
- Da Marsaglia di Corte Brugnatella si diparte la Strada statale 586 della Valle dell'Aveto verso Carasco e Chiavari
- Da Bobbio si diparte la Strada statale 461 del Passo del Penice verso Varzi e Voghera
- Dal Passo del Penice e Romagnese si diparte la Strada statale 412 della Val Tidone verso Castel San Giovanni e Milano

Il clima è salubre e temperato con scarsità di nebbie e non ha eccessi di freddo e di caldo, eccetto nel periodo invernale negli alti monti.
L'economia del territorio è generalmente agricola con la produzione di cereali, frutta, vini, castagne i prati sono di ottima qualità e vi è una grande estensione di boschi. Vi è inoltre un'ottima produzione di funghi e tartufi, miele, formaggi e salumi. I fiumi e torrenti sono puliti e pescosi.
Non vi era alcun stabilimento di manifatture e l'istruzione pubblica fino alla scuola secondaria è stabilita in Bobbio. Il commercio principale è quello del bestiame e le piazze di mercato frequentale sono quelle di Bobbio, Ottone, Varzi e Godiasco.
Da antica data vi è lo sfruttamento delle acque termali per usi terapeutici o per la produzione di sale, con la presenza delle Terme di Bobbio. Vi è la presenza di minerali come il carbon fossile e pietre particolari durissime e lucide, cristalli di rocca, pietre calcaree e zolfo, marmi duri nero-verdastri e ardesia.
Istituzioni pubbliche:
L'istruzione pubblica fino alla scuola secondaria è stabilita in Bobbio, vi è la presenza di uno stabilimento pubblico per gli indigenti e la presenza di ospedali.
A Bobbio vi sono il tribunale, una guarnigione militare nel castello e le carceri stabilite nel 1812 nel locale monastero soppresso.
Il capoluogo è inoltre sede vescovile della diocesi di Bobbio e vi sono le presenze di molti monasteri e conventi fra i quali spicca l'Abbazia di San Colombano con il seminario e le scuole, soppresse nel periodo napoleonico e ripristinate dopo il 1814.

### Stemma
Lo stemma della provincia di Bobbio e similare a quello dell'attuale comune, la corona rappresenta i Savoia, lo scudo crociato è di derivazione viscontea a colori invertiti rispetto al comune, ossia a sfondo rosso e croce oro argento. Vi è anche qui la presenza delle due colombe bianche a simboleggiare san Colombano.

### Comuni
I comuni (dati del censimenti del 1814) e [quelli del 1839] che fecero parte della provincia di Bobbio furono 44 in anni diversi, alcuni vennero soppressi altri ripristinati, altri passarono ad altre province ed altri furono di nuova costituzione:
- Bagnaria (o Bagnara) (ab. 778) [ab. 713], nel 1859 alla provincia di Pavia, nel 1929 viene soppresso ed unito al comune di Varzi, ritorna autonomo nel 1946
- Bobbio (ab. 3.475) [ab. 3.743], nel 1859 alla provincia di Pavia, nel 1923 alla provincia di Piacenza
- Borgoratto (ab. 820), nel 1818 alla provincia di Voghera, nel 1859 alla provincia di Pavia, dal 1863 assume il nome di Borgoratto Mormorolo
- Caminata (ab. 930) [ab. 652], nel 1859 alla provincia di Pavia, poi nel 1928 viene soppresso ed unito al comune di Nibbiano alla provincia di Piacenza; ritorna autonomo nel 1950 pur rimanendo nella provincia di Piacenza
- Cecima (ab. 824), nel 1818 alla provincia di Voghera, nel 1859 alla provincia di Pavia, nel 1928 costituisce con Pizzocorno, Trebbiano Nizza e San Ponzo Semola il nuovo comune di Ponte Nizza, nel 1956 ritorna autonomo
- Cella di Bobbio (ab. 1.444) [ab. 1.610], nel 1859 alla provincia di Pavia, nel 1929 soppresso e suddiviso tra i comuni di Varzi e Santa Margherita di Staffora
- Cerignale (ab. 1.050) [ab. 1.005], nel 1859 alla provincia di Pavia, nel 1923 alla provincia di Piacenza
- Corte Brugnatella (ab. 697) [ab. 745], nel 1859 alla provincia di Pavia, nel 1923 alla provincia di Piacenza
- Fascia (comune dopo il 1814) [ab. 627], nel 1859 alla provincia di Pavia, nel 1923 alla provincia di Genova
- Fontanigorda (comune dopo il 1814) [ab. 1.338], nel 1859 alla provincia di Pavia, nel 1923 alla provincia di Genova
- Fortunago (ab. 872) [ab. 802], nel 1859 alla provincia di Pavia
- Godiasco (ab. 2.210), nel 1818 alla provincia di Voghera, nel 1859 alla provincia di Pavia
- Gorreto (ab. 773) [ab. 875], nel 1859 alla provincia di Pavia, nel 1923 alla provincia di Genova
- Gravanago (manca), tra il 1797 ed il 1814 viene soppresso ed assieme a Montepicco unito nel comune di Fortunago
- Groppo (manca), nel 1818 alla provincia di Voghera assieme a Godiasco, nel 1859 alla provincia di Pavia, nel 1929 venne aggregato a Pozzolo, costituendo l'attuale Pozzol Groppo in provincia di Alessandria
- Menconico (ab. 1.021) [ab. 1.132], nel 1859 alla provincia di Pavia
- Moncasacco (manca), tra il 1797 ed il 1814 viene soppresso ed assieme a Trebecco unito nel comune di Caminata
- Monteforte (manca), tra il 1797 ed il 1814 viene soppresso ed assieme a Sagliano di Bobbio unito nel comune di Varzi
- Montepicco (manca), tra il 1797 ed il 1814 viene soppresso ed assieme a Gravanago unito nel comune di Fortunago
- Montesegale (ab. 800), nel 1818 alla provincia di Voghera, nel 1859 alla provincia di Pavia
- Nivione (manca), tra il 1797 ed il 1814 viene soppresso ed unito nel comune di Cella di Bobbio
- Oramala (manca), tra il 1797 ed il 1814 viene soppresso ed unito nel comune di Val di Nizza
- Ottone (ab. 2.759) [ab. 4.270], nel 1859 alla provincia di Pavia, nel 1923 alla provincia di Piacenza
- Pietra Gavina (ab. 528) [ab. 467], nel 1859 alla provincia di Pavia, nel 1872 unito a Varzi
- Pizzocorno (ab. 896), nel 1818 alla provincia di Voghera, nel 1859 alla provincia di Pavia, nel 1928 costituisce con Cecima, San Ponzo Semola e Trebbiano Nizza il nuovo comune di Ponte Nizza, nel 1956 Cecima ritorna autonomo
- Pregòla (ab. 1.759) [ab. 1.817], nel 1859 alla provincia di Pavia; nel 1958 assume il nome di Brallo di Pregola
- Rocca Susella (manca), tra il 1797 ed il 1814 viene soppresso ed unito nel comune di Godiasco
- Romagnese (ab. 1.947) [ab. 1.822], nel 1859 alla provincia di Pavia, nel 1923 alla provincia di Piacenza, poi ritorna nel 1926 alla provincia di Pavia
- Rondanina (comune dopo il 1814) [ab. 627], nel 1859 alla provincia di Pavia, nel 1923 alla provincia di Genova
- Rovegno (ab. 2.160) [ab. 2.386], nel 1859 alla provincia di Pavia, nel 1923 alla provincia di Genova
- Ruino (ab. 999) [ab. 955], nel 1859 alla provincia di Pavia, nel 1923 alla provincia di Piacenza, poi ritorna nel 1926 alla provincia di Pavia
- Sagliano di Bobbio (comune soppresso e ricostituito dopo il 1814) [ab. 244], nel 1859 alla provincia di Pavia, nel 1863 assume il nome di Sagliano di Crenna, nel 1929 viene soppresso e riunito nuovamente a Varzi
- Sant'Albano di Bobbio (comune soppresso e ricostituito dopo il 1814) [ab. 476], in precedenza soppresso ed unito nel comune di Valverde, viene ricostituito e passa nel 1859 alla provincia di Pavia, nel 1929 viene soppresso ed unito nel comune di Val di Nizza
- Santa Margherita di Bobbio (ab. 583) [ab. 599], nel 1859 alla provincia di Pavia, dal 1929 assume il nome di Santa Margherita di Staffora assorbendo parte dei comuni di Cella di Bobbio e Menconico
- San Ponzo (manca), tra il 1797 ed il 1814 viene soppresso ed unito nel comune di Cecima, ricostituito dopo il 1814 passa nel 1818 alla provincia di Voghera, nel 1859 alla provincia di Pavia, nel 1863 assume il nome di San Ponzo Semola, nel 1928 costituisce con Cecima, Pizzocorno e Trebbiano Nizza il nuovo comune di Ponte Nizza, nel 1956 Cecima ritorna autonomo
- Staghiglione (ab. 1.251), nel 1818 alla provincia di Voghera, nel 1859 alla Provincia di Pavia, nel 1928 costituisce con Torre del Monte il nuovo comune di Borgo Priolo
- Torre d'Albera (manca), tra il 1797 ed il 1814 viene soppresso ed unito nel comune di Ruino
- Trebecco (comune soppresso e ricostituito dopo il 1814) [ab. 376], in precedenza soppresso ed unito nel comune di Caminata, viene ricostituito e passa nel 1859 alla provincia di Pavia, poi nel 1928 viene soppresso ed unito al comune di Nibbiano alla provincia di Piacenza
- Trebbiano (manca), tra il 1797 ed il 1814 viene soppresso ed unito nel comune di Pizzocorno, ricostituito dopo il 1814 passa nel 1818 alla provincia di Voghera, nel 1859 alla provincia di Pavia, nel 1863 assume il nome di Trebbiano Nizza, nel 1928 costituisce con Cecima, Pizzocorno e San Ponzo Semola il nuovo comune di Ponte Nizza, nel 1956 Cecima ritorna autonomo
- Val di Nizza (ab. 1.177) [ab. 1.129], nel 1859 alla provincia di Pavia
- Valverde (ab. 1.381) [ab. 900], nel 1859 alla provincia di Pavia, nel 1929 fu unito a Zavattarello, che prese il nome di Zavattarello Valverde; fu ricostituito nel 1956
- Varzi (ab. 1.934) [ab. 2.045], nel 1859 alla provincia di Pavia
- Zavattarello (ab. 1.648) [ab. 1.729], nel 1859 alla provincia di Pavia, nel 1923 alla provincia di Piacenza, poi ritorna nel 1926 alla provincia di Pavia, nel 1929 fu unito a Valverde, che prese il nome di Zavattarello Valverde; fu ricostituito nel 1956
- Zerba (ab. 2.190) [ab. 1.275], nel 1859 alla provincia di Pavia, nel 1923 alla provincia di Piacenza

### Comuni soppressi con la riunione napoleonica
Alcuni comuni vennero soppressi ed uniti ad altri fra il 1797 ed il 1818, altri vennero in seguito ripristinati e soppressi in seguito:
- a Caminata, i comuni di Moncasacco e Trebecco
- a Cecima, il comune di San Ponzo
- a Cella di Bobbio, il comune di Nivione
- a Fortunago, i comuni di Gravanago e Montepicco
- a Godiasco, il comune di Roccasusella
- a Pizzocorno, il comune di Trebbiano
- a Ruino, il comune di Torre d'Albera
- a Val di Nizza, il comune di Oramala
- a Valverde, il comune di Sant'Albano di Bobbio
- a Varzi, i comuni di Monteforte e Sagliano di Bobbio

## La provincia oggi
Dal 1923 i comuni dell'ex provincia di Bobbio sono divisi tra Emilia-Romagna (provincia di Piacenza), Liguria (provincia di Genova) e Lombardia (provincia di Pavia). Dopo la cosiddetta marcia su Bobbio ed i vari referendum comunali nel 1925 si rideterminano i confini tra il piacentino ed il pavese, i comuni di Romagnese, Ruino e Zavattarello ritornano sotto la provincia di Pavia nel 1926. Tutti i comuni erano stati assegnati nel 1859 con il Decreto Rattazzi alla Lombardia (provincia di Pavia) e furono compresi nel circondario di Bobbio, sciolto nel 1923.